# 小沢村 (北海道)
小沢村（こざわむら）は、かつて北海道岩内郡に存在した村である。

## 沿革
- 1909年（明治42年）4月1日 - 北海道二級町村制施行に伴い、岩内郡小沢村が単独で自治体を形成。当初は岩内支庁に所属。
- 1910年（明治43年）3月1日 - 支庁の統合により後志支庁に所属。
- 1955年（昭和30年）4月1日 - 岩内郡発足村・前田村と合併し、共和村が発足。同日小沢村廃止。